# Cassi Iatrosofista
Cassi Iatrosofista (en llatí Cassius Iatrosophista) o Cassi Fèlix (Cassius Felix) va ser un escriptor grec autor d'un llibre de medicina titulat Ἰατρικαὶ Ἀπορίαι καὶ Προβλήματα Φυσικά o Quaestiones Medicae et Problemata Naturalia.
No se sap res de la seva vida ni es pot identificar amb certesa amb cap persona d'aquest nom. Respecte a l'època en què va vire, només es pot dir que en el llibre menciona a Asclepíades Bitini que va viure al segle I aC, i se suposa que Cassi havia de ser del mateix segle o posterior.